# Polyrhachis platyomma
Polyrhachis platyomma är en myrart som beskrevs av Carlo Emery 1921. Polyrhachis platyomma ingår i släktet Polyrhachis och familjen myror. Inga underarter finns listade i Catalogue of Life.